# گشریبنشتاین
گشریبنشتاین (به لاتین: Geschriebenstein) یک کوه در اتریش است که در بورگن‌لاند واقع شده‌است.